# Юнцзин
Юнцзи́н (кит. упр. 永靖, пиньинь Yǒngjìng) — уезд Линься-Хуэйского автономного округа провинции Ганьсу (КНР).

## История
Во времена империи Хань эти земли входили в состав уездов Юньу (允吾县) и Цзиньчэн (金城县).
Уезд Юнцзин был создан в 1929 году из смежных частей территорий уездов Линься и Гаолань.
В 1949 году был образован Специальный район Линься (临夏专区), и уезд вошёл в его состав. 19 ноября 1956 года Специальный район Линься был преобразован в Линься-Хуэйский автономный район. В 1958 году уезд Юнцзин был расформирован, а его территория вошла в состав города Линься. В 1961 году уезд Юнцзин был воссоздан.

## Административное деление
Уезд делится на 10 посёлков и 7 волостей.